# Les Masies Catalanes
Les Masies Catalanes és una urbanització dels termes d'Alcover i de l'Albiol, amb accés per la carretera de Reus a Alcover. Es va formar el 1965 a les terres dels masos de Barberà (documentat el 1471) i Villa Urrutia (masia modernista).
Des del punt de vista de l'anàlisi estadístic poblacional, aquesta urbanització està conformada per dues entitats singulars de població diferents, una corresponent a l'Albiol, i una altra corresponent a Alcover.